# Colostygia stenotaeniata
Colostygia stenotaeniata là một loài bướm đêm trong họ Geometridae.